# LibéOrléans
LibéOrléans est un ancien site web français d'informations régionales basé dans la ville d'Orléans (Loiret) et édité par le journal de la presse quotidienne nationale française Libération entre 2008 et 2011.
Le site constitue l'une des déclinaisons des « Libévilles » lancées par le journal avec celles de Bordeaux, Lille, Lyon, Marseille, Rennes, Strasbourg et Toulouse.
LibéOrléans commence son activité au cours de l'année 2008. Le 30 avril 2011, la direction du journal Libération décide de fermer le site pour des raisons d'ordre économique.